# Резанов Віктор Михайлович
Віктор Михайлович Рєзанов (1829, Ічня — 1904, Вільнюс) — український художник, академік Петербурзької академії мистецтв.

## Біографія
Народився в місті Ічня в сім'ї кавалерійського офіцера Михайла Рєзанова, учасника Російсько-французької війни 1812 року. Батько при виході у відставку отримав чин підполковника і став кавалером ордена Святого Георгія за 25 років бездоганної служби. Віктор здобув початкову домашню освіту, а потім навчався в класичній гімназії при Ніжинському юридичному ліцеї ім. князя Безбородька. У гімназії виявився художній талант Віктора Рєзанова, тоді він вирішив стати художником. Первинну художню підготовку Рєзанов отримав під керівництвом вчителів малювання Ісидора Савицького та Дмитра Безперчія. Вступив до Петербурзької академії мистецтв (1848). В Академії навчався у М. Н. Воробйова в класі пейзажного живопису, а після його смерті (1855) – у його сина Сократа Воробйова. В одному класі з Віктором Рєзановим навчалися Микола Абутков, Петро Балашов, Петро Верещагін, Олександр Гіне, Павло Джогін, Ойген Дюкер, Арсеній Мещерський та Іван Шишкін.
Отримав медалі Академії мистецтв: мала срібна медаль (1853) за три краєвиди з Лисячого носа або «Околиці Санкт-Петербурга», велика срібна медаль (1857) за «Краєвид на острові Коневці» (Ладозьке озеро), мала золота медаль (1858) за пейзажі «Краєвид у Фінляндії» та «Лисячий Ніс».
Закінчив Академію мистецтв у 1862 році, здобув звання класного художника 3-го ступеня з відповідним рангом чиновника XIV класу (колежського реєстратора).

### Робота в Україні
Працював в Україні (1862–1864), писав пейзажі на замовлення поміщиків Чернігівської та Полтавської губерній, проживаючи в їхніх маєтках. Ці роки були для художника найпліднішими, він написав десятки полотен, які прикрасили садиби Василя Тарновського в Качанівці, Івана Скоропадського в Тростянці, Дабіж-Горленків у Романовщині, Григорія Ґалаґана в Сокиринцях, Левка Кочубея в Диканьці, де Бальменів у Линовиці, Величка у Хаєнках. Лише в садибі Г. Ґалаґана було 25 картин Віктора Рєзанова. Наприкінці 1864 року поїхав за свій рахунок за кордон для малярських занять.

### За межами Російської імперії
1865 року Рєзанов працював у Парижі, а потім перебрався в Дюссельдорф. Творча атмосфера, що панувала в Дюссельдорфі, надихала художника, він писав І. Шишкіну: «...велика користь тут писати картини, та й енергії більше, тут так старанно працюють, що й самому не хочеться гаяти час». Просив також надіслати гроші: «...а також прошу тебе пришли мені борг, я зовсім без грошей, ніхто не надсилає, ось нині і давай у борг, просто в чужому краю можна з голоду померти, і пишу це своїм боржникам, а вони і в вус не дмуть, навіть не відповідають, жахливі люди». З робіт художника того періоду, написаних з натури, збереглася картина «Дубовий гай на околиці Дюссельдорфа».
У Дюссельдорфі написав картини «Збирання хліба під час жнив», «Ліс під час бурі» та «Біля водяного млина». Картини були представлені на осінній виставці в Академії мистецтв (1866). Рада Академії за зазначені роботи дала Віктору Рєзанову звання академіка пейзажного живопису з відповідним чином 9-го класу (титулярного радника).
Художник багато подорожував (1867–1872), про що свідчать його картини, які з'являлися на виставках в Академії мистецтв: «Два краєвиди в Новгородській губернії» (1867), «Краєвид в Малоросії» (1869), «Краєвид в Орловській губернії» (1872).
Віктор Рєзанов був співзасновником артілі художників у Санкт-Петербурзі (1863–1864), членом Санкт-Петербурзьких зборів художників (1863–1879) та Московського товариства любителів мистецтв.

### Переїзд до Литви
З метою постійного заробітку переїхав до Вільнюса, де з 1874  року викладав креслення та малювання у Віленській жіночій гімназії, а в 1875—1902 роках служив учителем малювання у Віленському Маріїнському жіночому училищі, Віленському єврейському учительському інституті, а також у Віленському реальному училищі. Ім'я В. М. Рєзанова є у документах навчального округу.
Кар'єру вчителя розпочав у чині титулярного радника, 1895 – статський радник. Був нагороджений орденами Святого Станіслава 2-го і 3-го ступенів та Святої Анни 3-го ступеня.
У В. Рєзанова не було дітей, лише дружина на його утриманні, проживав він у квартирі будинку для бідних благодійного товариства «Доброхотна копійка», де була дешева їдальня.
У публікаціях дату смерті художника не вказують або наводять суперечливі відомості: 1892, після 1892, прибл. 1906. Віктор Рєзанов був парафіянином Віленського Пречистенського собору, останній раз був на сповіді разом із дружиною 1902 р.. У метричних книгах собору за 1902–1907 роки немає запису про смерть В. Рєзанова. За православними канонами запис про смерть не вносився до книг лише у разі самогубства покійного. Дружина В. Рєзанова Ольга повернулася з Вільнюса до Ічні, де й померла від серцевого нападу в січні 1905 року, тому найвірогіднішою датою смерті художника є 1904 рік. Самогубців ховали поза церковними цвинтарями, місце поховання В. Рєзанова невідоме.
Роботи Віктора Рєзанова є в Державному російському музеї (Санкт-Петербург), Державній Третьяковській галереї (Москва), Будинку-музеї І. Шишкіна в Єлабузі (Татарстан), Національному художньому музеї України (Київ) та в інших зібраннях.
Відомі роботи : «Околиці Санкт-Петербурга (Краєвиди з Лисячого носа)» (три краєвиди, 1853), «Краєвид з палацу на протилежний берег Майорського ставка» (1860), «Збирання хліба під час жнив» (1866), «Ліс під час бурі» (1866), «Краєвид в Німеччині» (1867), «Краєвид у Новгородській губернії» (1867), «Краєвид в Малоросії» (1869), «Краєвид в Орловській губернії» (1872), «Полудень» (1885), «Ліс», «Змор'є» (1887), «Ай-Петрі на сході сонця» (1880-ті), цикли акварелей та сепій.

Приклади робіт В. М. Рєзанова
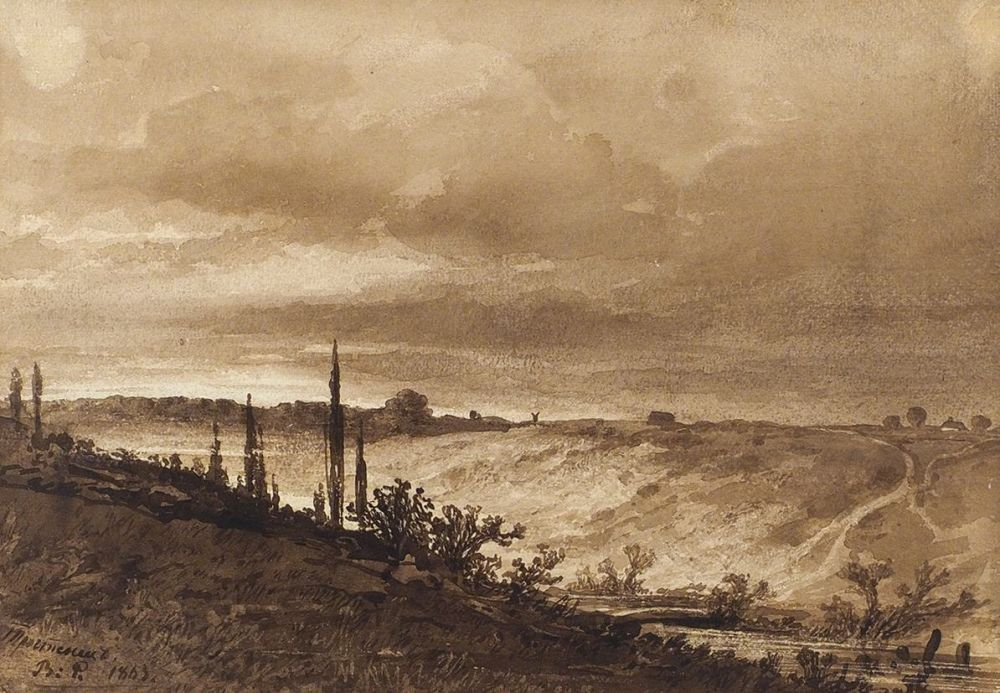
Краєвид. Тростянець (сепія)
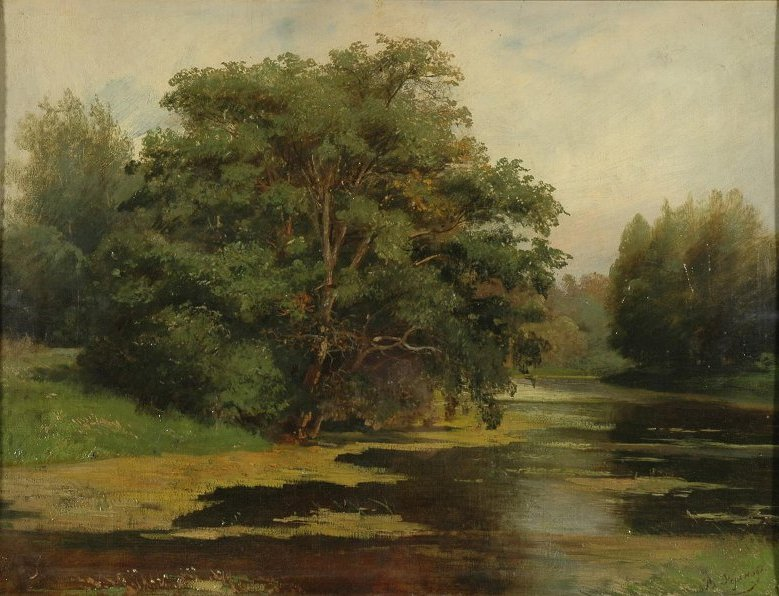
Лісовий краєвид. Ставок
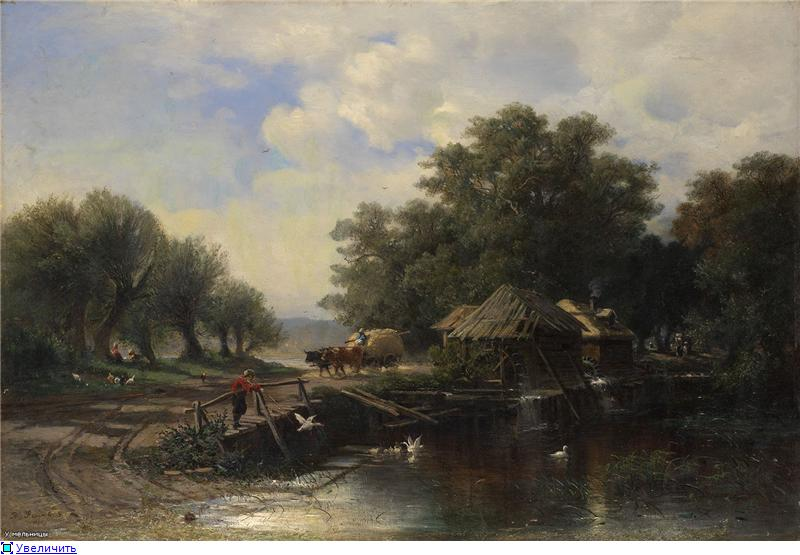
Краєвид з водяним млином
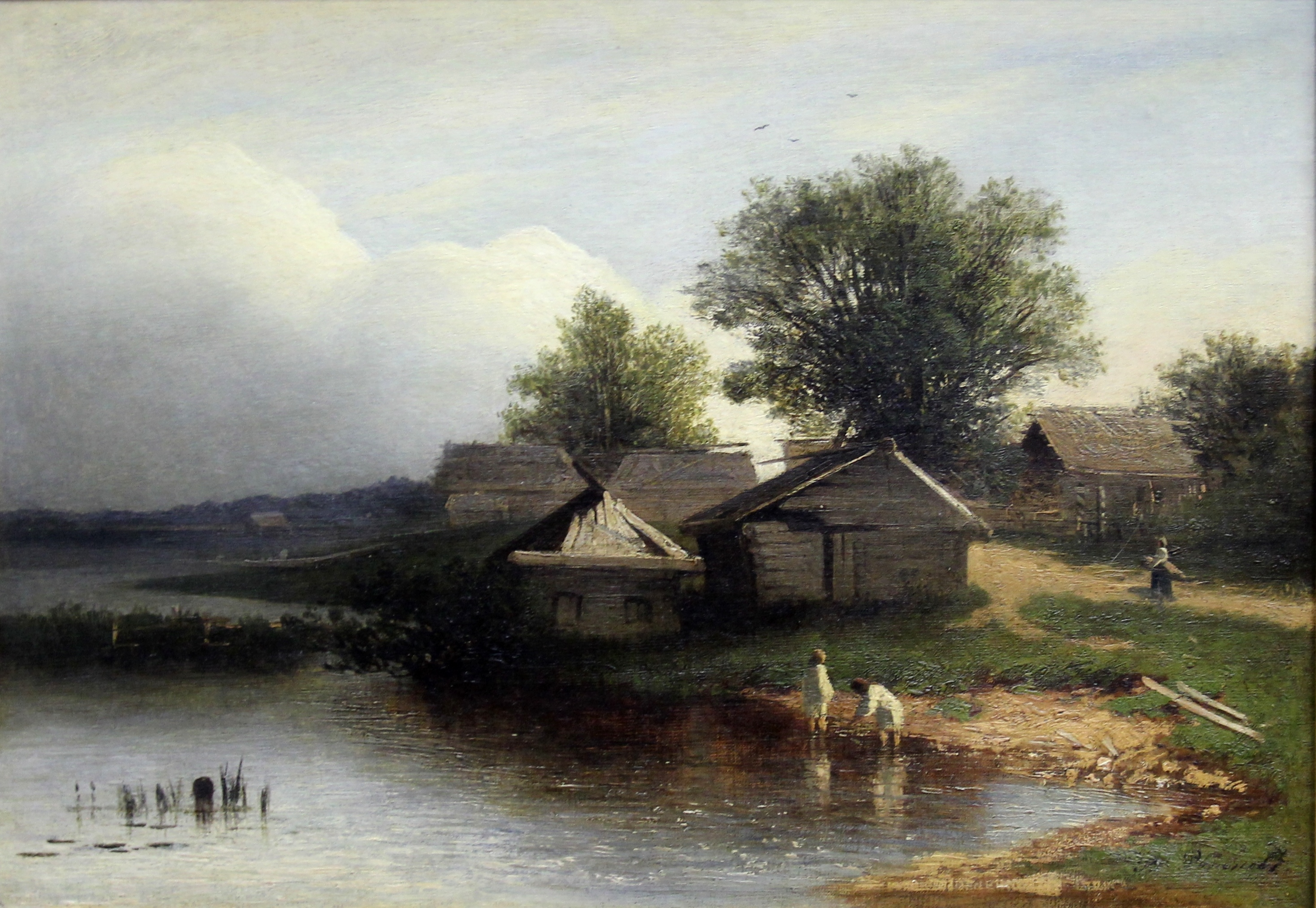
Сільський пейзаж
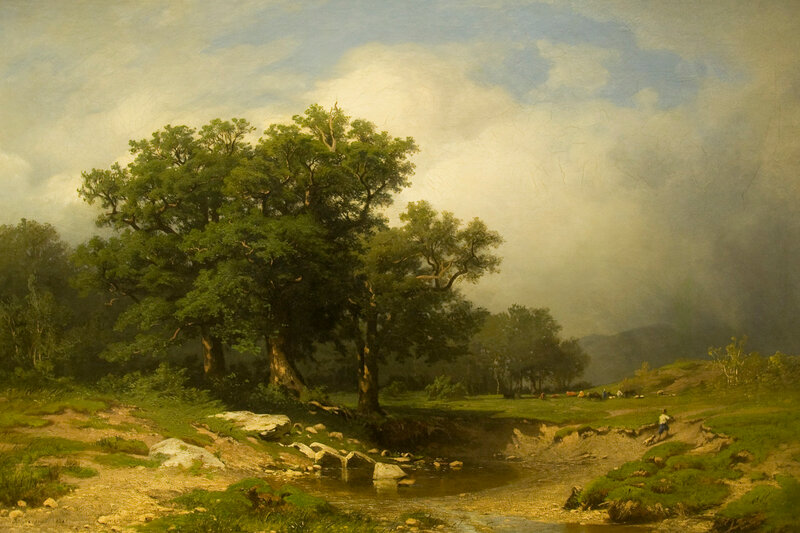
Дубовий гай на околицях Дюсельдорфа
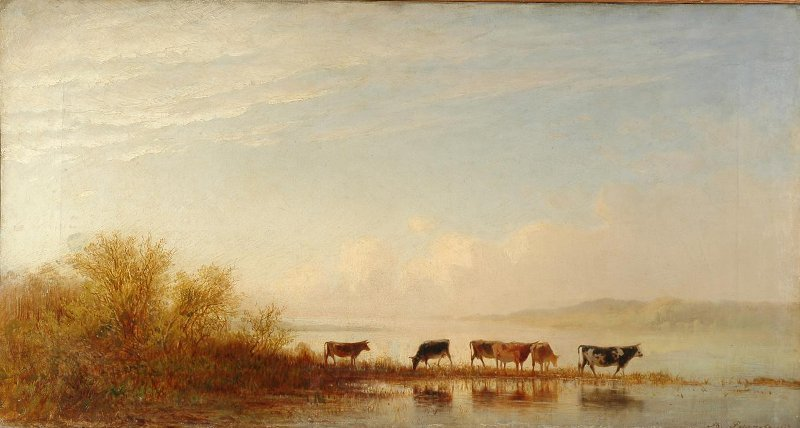
Стадо корів